# Keepers – Die Leuchtturmwärter
Keepers – Die Leuchtturmwärter (The Vanishing) ist ein britischer Thriller des dänischen Regisseurs Kristoffer Nyholm aus dem Jahr 2018. Die Hauptrollen spielten Gerard Butler und Peter Mullan. Der Film ist inspiriert durch wahre Begebenheiten, die sich im Jahr 1900 am Flannan Isles Lighthouse abgespielt haben.

## Handlung
Die erfahrenen Seeleute Thomas und James treten gemeinsam mit ihrem jungen Kollegen Donald den sechswöchigen Dienst als Leuchtturmwärter auf einer vorgelagerten Insel vor der Küste Schottlands an. Nach einigen Tagen wird ein lebloser Seemann in einem Ruderboot an die Küste getrieben. Die Leuchtturmwärter wollen die Fracht des vermeintlich toten Seemanns bergen und lassen dazu ihren jüngsten und leichtesten Kollegen Donald an einem Seil gesichert die Klippen hinabsteigen. Donald wird unvermittelt von dem Gestrandeten angegriffen und ertränkt diesen in Notwehr. Die Männer sichern die Fracht des Seefahrers, eine Seemannskiste, die sie in ihren Leuchtturm bringen. Dort macht sich James daran, die Kiste aufzubrechen, wird von Thomas, dem Dienstältesten mit 25 Jahren Berufserfahrung als Leuchtturmwärter, jedoch davon abgehalten. Donald hat schwer damit zu kämpfen, einen Menschen getötet zu haben, und spricht des Nachts mit beiden Männern darüber. Noch in derselben Nacht beschließt Thomas, die Kiste ohne Wissen der anderen beiden Männer mit einem Dietrich zu öffnen. Neben einigen persönlichen Gegenständen enthält die Kiste mehrere Goldbarren. Thomas legt alles wieder zurück in die Kiste und verschließt diese wieder.
Am nächsten Tag betritt Thomas die Räumlichkeiten und stellt fest, dass James und Donald in seiner Abwesenheit die Kiste ebenfalls geöffnet und das Gold gefunden haben. Auf die Frage, was er über den unerwarteten Reichtum denke, antwortet Thomas: „Das wird sich jemand zurückholen.“ Tatsächlich treffen wenig später zwei weitere Seeleute namens Locke und Boor ein, die sich nach dem Gestrandeten, der zu ihrer Besatzung gehört, und dessen Fracht erkundigen. Thomas erklärt, der Seemann sei tot an die Küste gespült worden, und zeigt den beiden den Fundort an den Klippen. Auf Nachfrage gibt er an, dass der Seemann als Ladung einen großen hölzernen Kasten bei sich führte. Beides könne er seiner ehemaligen Mannschaft aber weder zeigen noch aushändigen, da er den Vorfall bereits gemeldet habe und die Leiche sowie die Seemannskiste bereits vor Stunden zum Festland abtransportiert worden seien. Weil die fremden Männer Thomas weiter befragen, eilen James und Donald ihm zur Hilfe. Das Verhältnis zwischen den Seeleuten und den Leuchtturmwärtern ist von gegenseitigem Misstrauen geprägt.
Kaum hat der Trawler von der Insel abgelegt, macht sich James auf den Weg, das Funkgerät des Leuchtturms zu reparieren. Donald wurde derweil von Thomas dazu abgestellt, das Schiff zu beobachten, bis es außer Sichtweite sei. Nach kurzer Zeit muss Donald Meldung machen, dass das Schiff beidreht und zur Insel zurückkehrt. Mit langsamer Fahrt bewegt es sich entlang der Steilküste. Während Boor das Schiff steuert, gelingt es Locke, sich bei einsetzender Dunkelheit unbemerkt an Land absetzen zu lassen. Erst als ihr Hund anschlägt, bemerken die Leuchtturmwärter, dass jemand auf der Insel ist.
Locke und Boor überwältigen die Leuchtturmwärter und versuchen durch Gewaltanwendung Informationen über den Verbleib des Goldes zu erlangen. In einem Handgemenge gelingt es den Wärtern, die Oberhand über die Lage zurückzugewinnen und beide Seeleute zu töten. Als sie besprechen, wie sie die Leichen an Bord des Schiffs bringen und dieses versenken können, entdecken sie, dass sie durch das Fenster beobachtet werden. Alle drei verfolgen die unbekannte Person in die dunkle Nacht hinaus und James tötet sie mit einem Bootshaken. Erst im Schein der Taschenlampe ist für sie erkennbar, dass es sich um einen Jungen handelt, der James an seinen Sohn erinnert. Am nächsten Tag werfen sie alle drei Toten ins Meer. Die Stimmung zwischen den drei Leuchtturmwärtern kriselt zusehends und ihr Zusammenhalt wird brüchig. Schließlich eskaliert die Situation, als Donald von James getötet wird. James kann die Geschichte nicht verheimlichen, betritt mit Thomas und dem Gold zusammen das Boot der toten Seeleute, geht auf hoher See von Bord und bittet Thomas, ihn zu ertränken. Widerwillig kommt Thomas diesem Wunsch nach und bleibt als einziger Überlebender auf dem Schiff zurück.

## Hintergrund
Der Film wurde im März 2017 produziert. Vier Leuchttürme in Schottland wurden als Drehorte für den Film verwendet.
- Am Mull of Galloway Lighthouse an Schottlands südlichstem Punkt entstanden Innen- und Außenaufnahmen, die neben dem Leuchtturm auch die dortigen Hütten, den Garten sowie die Landspitze zeigen.[3][1][2][5]
- Das Killantringan Lighthouse in Portpatrick wurde für Innenaufnahmen genutzt, die das Treppenhaus zeigen, sowie für Außenaufnahmen im Garten.[3][1][2][5]
- Im Corsewall Lighthouse entstand eine einzige Einstellung, jedoch wurden die dortigen Klippen für mehrere Szenen gefilmt.[3][1][5]
- Im Cloch Lighthouse, einem bereits außer Betrieb genommenen Leuchtturm, wurde eine Einstellung aufgenommen, die die an der Spitze des Leuchtturms befindliche Befeuerung zeigt.[3][5]

Weitere Aufnahmen entstanden in Port Logan und Stranraer.
Am 11. Oktober 2018 feierte der Film beim Sitges Film Festival Weltpremiere. In den USA und Kanada lief er am 4. Januar 2019 an, in Deutschland war er ab dem 25. Januar 2019 als Direct-to-Video-Produktion verfügbar. Beim Glasgow Film Festival wurde er am 21. Februar 2019 gezeigt, ab dem 15. März 2019 war er im Vereinigten Königreich zu sehen.
Weltweit spielte der Film gut 1,2 Millionen US-Dollar ein.
Bei dem Lied, das Peter Mullan auf der Geige spielt und Gerard Butler gesanglich begleitet, handelt es sich um den Titel Bring me down der schottischen Folk-Band Life O'Reilly aus der Region Galloway.

## Synchronisation
Die deutschsprachige Synchronisation übernahm Reinhold Kospach mit seiner eigenen Synchronfirma aus Berlin. Er führte auch die Dialogregie. Irene Lindner schrieb das Dialogbuch.
| Rolle           | Schauspieler          | Synchronsprecher  |
| --------------- | --------------------- | ----------------- |
| James Ducat     | Gerard Butler         | Tobias Kluckert   |
| Thomas Marshall | Peter Mullan          | Erich Räuker      |
| Donald McArthur | Connor Swindells      | Fabian Oscar Wien |
| Locke           | Søren Malling         | Detlef Gieß       |
| Boor            | Ólafur Darri Ólafsson | Klaus Lochthove   |
| Kenny           | Gary Lewis            | Detlef Gieß       |
| Duncan          | Ken Drury             | Elmar Gutmann     |
| Mary            | Emma King             | Maria Sumner      |

## Rezeption
Lutz Granert von Filmstarts sah einen Film, der „so rau wie die schottische See“ ist, entgegen vorherigen literarischen Aufarbeitungen der Geschehnisse aus dem Jahr 1900 „den Vorfall nun erstmals in Form eines Spielfilms aufarbeitet“ und dabei „einen realistischen Erklärungsansatz“ wählt. Doch „trotz einer hochkarätigen Besetzung und einer düsteren Stimmung krankt das Regiedebüt des dänischen Serienregisseurs […] an einem Drehbuch, das letztlich doch an seinen eigenen Ambitionen scheitert.“ „Die Klangkulisse wird vom Kreischen der Möwen, dem Rauschen des Windes und dem Peitschen der Wellen an die Klippen dominiert, während die zurückhaltend-düstere Filmmusik von Benjamin Wallfisch […] nur sporadisch zum Einsatz kommt“, urteilt Granert. Der Film kokettiere „zwar immer wieder mit dem Übernatürlichen“, doch „verfällt der Thriller nie der Verlockung von übernatürlichem Hokuspokus – was sich durchaus positiv auf die starke unheilvolle Atmosphäre auswirkt.“ Die „historische Inneneinrichtung“ der vier für die Dreharbeiten gewählten schottischen Leuchttürme führe dazu, dass „jede Menge authentisches Zeitkolorit versprüht“ werde. „Dass es trotz dieser stimmigen Zutaten nicht gelingt, die Spannung bis zum Schluss hochzuhalten liegt in erster Linie am Skipt der Debüt-Drehbuchautoren“, deren „Spagat zwischen intensivem Thriller und um psychologischen Tiefgang bemühten Schuld-und-Sühne-Drama im Stile von Sam Raimis »Ein einfacher Plan« ist zwar ambitioniert, funktioniert aber aufgrund allzu oberflächlich gezeichneter Charaktere nicht“. Granert resümiert, „ein an sich spannender und atmosphärischer Thriller wird im letzten Drittel durch unglaubwürdige Konflikte spürbar ausgebremst“, und vergab 2,5 von 5 möglichen Punkten.
Die Redaktion der Cinema vertritt die Meinung, der Film biete „raues, sehr spannendes Seemannsgarn“. „Anders als der 2019 entstandene, ebenfalls lose vom Flannan-Mysterium inspirierte »Der Leuchtturm« mit Robert Pattinson und Willem Dafoe wagt sich »Keepers« nicht ganz so tief in psychische Abgründe. Dennoch zeigt er mit rauen Naturbildern, deftigen Gewaltszenen und enormer Spannung die Deformierung der Wärter durch Gier und Angst.“ Die Redaktion gab dem Film mit fünf Punkten die bestmögliche Punktzahl.
Christina Mondolfo von der Wiener Zeitung lobte Regisseur Nyholm, der „durchaus ein Händchen für düstere Stimmung, unheilvolle Entwicklungen und die richtige Besetzung“ habe. „Doch was spannend beginnt, endet mit etwas zuviel Unglaubwürdigkeit in Sachen Charakterentwicklung“, räumt sie ein. Der Film sei „trotzdem sehenswert!“